# Івабуті Сатосі
Івабуті Сатосі (нар. 7 жовтня 1975) — колишній японський тенісист.
Найвищу одиночну позицію світового рейтингу — 223 місце досяг 20 жовтня 2003, парну — 125 місце — 11 вересня 2006 року.
Здобув 1 одиночний та 1 парний титул.

## Фінали турнірів ATP за кар'єру

### Парний розряд: 1 (1 перемога)
| Легенда                                          |
| ------------------------------------------------ |
| Турніри Великого шолома (0–0)                    |
| Фінали Світового туру ATP (0–0)                  |
| Фінали Світового туру ATP серії Мастерс(0–0)     |
| Фінали Світового туру ATP серії Чемпіоншип (1–0) |
| Фінали Світової серії Світового туру ATP (0–0)   |

| Титули за покриттям |
| ------------------- |
| Тверде (1–0)        |
| Ґрунт (0–0)         |
| Трава (0–0)         |
| Килим (0–0)         |

| Титули за типом корту |
| --------------------- |
| Відкритий (1–0)       |
| Закритий (0–0)        |

| Результат | В-П | Дата     | Турнір        | Рівень           | Покриття | Партнер       | Суперники                | Рахунок              |
| --------- | --- | -------- | ------------- | ---------------- | -------- | ------------- | ------------------------ | -------------------- |
| Перемога  | 1–0 | Жов 2005 | Токіо, Японія | Серія Чемпіоншип | Тверде   | Судзукі Такао | Сімон Аспелін Тодд Перрі | 5–4(7–3), 5–4(15–13) |

## Фінали ATP Челленджер і ITF Ф'ючерс

### Одиночний розряд: 28 (11–7)
| Легенда              |
| -------------------- |
| ATP Челленджер (1–0) |
| ITF Ф'ючерс (20–7)   |

| Фінали за покриттям |
| ------------------- |
| Тверде (16–4)       |
| Ґрунт (2–0)         |
| Трава (0–1)         |
| Килим (3–2)         |

| Результат | В-П  | Дата     | Турнір                         | Рівень     | Покриття | Суперник             | Рахунок            |
| --------- | ---- | -------- | ------------------------------ | ---------- | -------- | -------------------- | ------------------ |
| Перемога  | 1–0  | Лис 1998 | Японія F6, Сайтама             | Ф'ючерс    | Тверде   | Акіра Мацусіта       | 6–4, 6–3           |
| Перемога  | 2–0  | Тра 1999 | Японія F3, Фукуока             | Ф'ючерс    | Тверде   | Тераті Такахіро      | 6–2, 7–5           |
| Перемога  | 3–0  | Тра 1999 | Японія F4, Фукуока             | Ф'ючерс    | Тверде   | Квон О Хі            | 6–3, 6–3           |
| Поразка   | 3–1  | Чер 2001 | Канада F2, Монреаль            | Ф'ючерс    | Тверде   | Бенжамен Кассень     | 3–6, 6–7(2–7)      |
| Поразка   | 3–2  | Січ 2002 | США F1, Авентюра               | Ф'ючерс    | Тверде   | Їв Аллегро           | 6–4, 1–6, 5–7      |
| Перемога  | 4–2  | Бер 2002 | Австралія F1, Девонпорт        | Ф'ючерс    | Тверде   | Ладіслав Шварць      | 6–3, 3–6, 7–6(9–7) |
| Поразка   | 4–3  | Кві 2002 | Японія F3, Такаморі            | Ф'ючерс    | Килим    | Онода Мітіхіса       | 6–7(6–8), 2–6      |
| Поразка   | 4–4  | Січ 2003 | Індія F1, Лакхнау              | Ф'ючерс    | Трава    | Тодор Енев           | 2–6, 2–6           |
| Перемога  | 5–4  | Бер 2003 | Берні, Австралія               | Челленджер | Тверде   | Пол Бакканелло       | 6–2, 6–3           |
| Перемога  | 6–4  | Тра 2004 | Японія F3, Токіо               | Ф'ючерс    | Тверде   | Девід Мартін         | 2–6, 6–3, 6–3      |
| Перемога  | 7–4  | Вер 2004 | Японія F6, Касіва (Тіба)       | Ф'ючерс    | Тверде   | Ті Чжень             | 6–4, 6–2           |
| Перемога  | 8–4  | Вер 2004 | Японія F7, Токіо               | Ф'ючерс    | Тверде   | Онода Мітіхіса       | 6–1, 4–6, 6–4      |
| Перемога  | 9–4  | Кві 2005 | Японія F1, Кофу (Яманасі)      | Ф'ючерс    | Килим    | Ім Кю Те             | 6–2, 7–6(8–6)      |
| Перемога  | 10–4 | Кві 2005 | Японія F2, Хокуто              | Ф'ючерс    | Ґрунт    | Девід Мартін         | 6–3, 7–5           |
| Перемога  | 11–4 | Тра 2005 | Korea F2, Соґвіпхо             | Ф'ючерс    | Тверде   | Ім Кю Те             | 2–6, 6–2, 6–3      |
| Поразка   | 11–5 | Чер 2005 | Японія F6, Кусацу              | Ф'ючерс    | Килим    | Ацуо Оґава           | 6–7(5–7), 6–7(3–7) |
| Перемога  | 12–5 | Лют 2006 | Австралія F2, Вуллонгонг       | Ф'ючерс    | Тверде   | Джеймі Бейкер        | 6–2, 7–6(7–4)      |
| Перемога  | 13–5 | Кві 2006 | Японія F1, Токіо               | Ф'ючерс    | Тверде   | Квон О Хі            | 6–4, 4–6, 6–1      |
| Перемога  | 14–5 | Чер 2006 | Японія F6, Каруїдзава          | Ф'ючерс    | Ґрунт    | Адам Кеннеді         | 6–2, 6–4           |
| Перемога  | 15–5 | Чер 2006 | Японія F7, Кусацу              | Ф'ючерс    | Килим    | Юїті Суґіта          | 7–5, 6–2           |
| Перемога  | 16–5 | Жов 2006 | Японія F11, Касіва (Тіба)      | Ф'ючерс    | Тверде   | Ніколас Монро        | 6–4, 6–1           |
| Перемога  | 17–5 | Тра 2007 | Korea F3, Gimcheon             | Ф'ючерс    | Тверде   | Ґо Соеда             | 6–1, 2–6, 6–3      |
| Перемога  | 18–5 | Вер 2007 | Велика Британія F16, Fox Hills | Ф'ючерс    | Тверде   | Александер Слабінскі | 6–3, 6–2           |
| Перемога  | 19–5 | Жов 2007 | Японія F10, Касіва (Тіба)      | Ф'ючерс    | Тверде   | Мотомура Гоїті       | 6–3, 6–3           |
| Поразка   | 19–6 | Кві 2008 | КНР F4, Тайчжоу                | Ф'ючерс    | Тверде   | Лі Чже               | 6–2, 5–7, 5–7      |
| Перемога  | 20–6 | Тра 2008 | Korea F3, Тегу                 | Ф'ючерс    | Тверде   | Ім Кю Те             | 6–0, 7–6(7–2)      |
| Поразка   | 20–7 | Тра 2008 | Korea F4, Соґвіпхо             | Ф'ючерс    | Тверде   | Dylan Seong-Kwan Kim | 7–5, 3–6, ret.     |
| Перемога  | 21–7 | Вер 2008 | Японія F9, Саппоро             | Ф'ючерс    | Килим    | Мотомура Гоїті       | 6–2, 6–3           |

### Парний розряд: 31 (14–17)
| Легенда              |
| -------------------- |
| ATP Челленджер (7–6) |
| ITF Ф'ючерс (7–11)   |

| Фінали за покриттям |
| ------------------- |
| Тверде (8–14)       |
| Ґрунт (3–0)         |
| Трава (1–1)         |
| Килим (2–2)         |

| Результат | В-П   | Дата     | Турнір                          | Рівень     | Покриття | Партнер        | Суперники                           | Рахунок                 |
| --------- | ----- | -------- | ------------------------------- | ---------- | -------- | -------------- | ----------------------------------- | ----------------------- |
| Перемога  | 1–0   | Кві 1996 | Нагоя, Японія                   | Челленджер | Тверде   | Судзукі Такао  | Вен Еллвуд Петер Трамаккі           | 7–6, 7–6                |
| Поразка   | 1–1   | Лют 1997 | Кіото, Японія                   | Челленджер | Килим    | Судзукі Такао  | Магеш Бгупаті Вейн Блек             | 4–6, 7–6, 1–6           |
| Перемога  | 2–1   | Сер 1998 | Белу-Оризонті, Бразилія         | Челленджер | Тверде   | Сімада Томас   | Джефф Кутзе Дамін Робертс           | 6–7, 7–5, 7–5           |
| Перемога  | 3–1   | Тра 1999 | Японія F4, Фукуока              | Ф'ючерс    | Тверде   | Такада Міцуру  | Чаен Тецуя Івамі Тасуку             | 6–4, 6–4                |
| Перемога  | 4–1   | Лип 1999 | Кордова, Іспанія                | Челленджер | Тверде   | Олег Огородов  | Ноам Бер Еял Ерліх                  | 6–3, 6–2                |
| Поразка   | 4–2   | Жов 1999 | Індонезія F5, Джакарта          | Ф'ючерс    | Тверде   | Канеко Хідекі  | Сімада Томас Майлз Вейкфілд         | 2–6, 7–6, 6–7           |
| Перемога  | 5–2   | Лис 1999 | Йокогама, Японія                | Челленджер | Килим    | Сімада Томас   | Майкл Джойс Кайл Спенсер            | 6–2, 6–4                |
| Перемога  | 6–2   | Гру 1999 | Джайпур, Індія                  | Челленджер | Трава    | Томаш Анзарі   | Іво Карлович Юрій Щукін             | 7–6, 4–6, 7–6           |
| Перемога  | 7–2   | Бер 2000 | Мумбай, Індія                   | Челленджер | Тверде   | Томаш Анзарі   | Максім Боє Еял Ерліх                | 7–6(11–9), 6–4          |
| Поразка   | 7–3   | Бер 2000 | Кіото, Японія                   | Челленджер | Килим    | Ісії Яокі      | Мартін Громець Том Спінкс           | 4–6, 6–7(5–7)           |
| Поразка   | 7–4   | Тра 2000 | Узбекистан F2, Наманган         | Ф'ючерс    | Тверде   | Ісії Яокі      | Джонатан Ерліх Ліор Мор             | 2–6, 6–4, 4–6           |
| Перемога  | 8–4   | Вер 2001 | Японія F6, Касіва (Тіба)        | Ф'ючерс    | Тверде   | Такада Міцуру  | Кацусі Фукуда Бенедікт Штронк       | 6–4, 7–5                |
| Поразка   | 8–5   | Січ 2003 | Індія F1, Лакхнау               | Ф'ючерс    | Трава    | Кім Тон Хюн    | Петер Хандойо Суванді (тенісист)    | 4–6, 2–6                |
| Поразка   | 8–6   | Лют 2003 | Велика Британія F3, Саутгемптон | Ф'ючерс    | Тверде   | Онода Мітіхіса | Джонатан Маррей Девід Шервуд        | 3–6, 5–7                |
| Поразка   | 8–7   | Кві 2004 | Пусан, Південна Корея           | Челленджер | Тверде   | Івамі Тасуку   | Санчай Ратіватана Сончат Ратіватана | 7–6(7–5), 6–7(1–7), 4–6 |
| Поразка   | 8–8   | Лют 2005 | Нова Зеландія F1, Гамільтон     | Ф'ючерс    | Тверде   | Хіроясу Сато   | Скотт Ліпскі Александер Гартман     | 6–7(5–7), 3–6           |
| Перемога  | 9–8   | Чер 2006 | Японія F6, Каруїдзава           | Ф'ючерс    | Ґрунт    | Ісії Яокі      | Кацусі Фукуда Іто Юїті              | 6–3, 6–0                |
| Перемога  | 10–8  | Сер 2006 | Самарканд, Узбекистан           | Челленджер | Ґрунт    | Мотомура Гоїті | Чон Ун Сон Франк Мозер              | 2–6, 6–2, [10–5]        |
| Поразка   | 10–9  | Тра 2007 | Korea F2, Тегу                  | Ф'ючерс    | Тверде   | Мацуї Тосіхіде | Юй Сіньюань Цзен Шаосюань           | 3–6, 7–5, 3–6           |
| Поразка   | 10–10 | Лип 2007 | Гранбі, Канада                  | Челленджер | Тверде   | Філіп Столт    | Санчай Ратіватана Сончат Ратіватана | 2–6, 6–7(4–7)           |
| Поразка   | 10–11 | Вер 2007 | Велика Британія F16, Fox Hills  | Ф'ючерс    | Тверде   | Ісії Яокі      | Роберт Сірл Кен Скупскі             | 6–4, 3–6, 4–6           |
| Поразка   | 10–12 | Лис 2007 | Йокогама, Японія                | Челленджер | Тверде   | Мацуї Тосіхіде | Ґо Соеда Кондо Хірокі               | 7–6(7–5), 3–6, [9–11]   |
| Поразка   | 10–13 | Січ 2008 | Вайколоа, США                   | Челленджер | Тверде   | Ґо Соеда       | Скотт Ліпскі Девід Мартін           | 4–6, 7–5, [7–10]        |
| Поразка   | 10–14 | Тра 2008 | Korea F3, Тегу                  | Ф'ючерс    | Тверде   | Мацуї Тосіхіде | Кім Йон Чун Квон О Хі               | 6–3, 6–7(5–7), [7–10]   |
| Перемога  | 11–14 | Вер 2008 | Японія F9, Саппоро              | Ф'ючерс    | Килим    | Ко Судзукі     | Кондо Хірокі Тераті Такахіро        | 6–3, 1–6, [10–7]        |
| Перемога  | 12–14 | Бер 2009 | Японія F2, Токіо                | Ф'ючерс    | Тверде   | Мотомура Гоїті | Сьо Айда Сато Бумпей                | 6–2, 4–6, [10–8]        |
| Перемога  | 13–14 | Кві 2009 | Korea F2, Соґвіпхо              | Ф'ючерс    | Тверде   | Мотомура Гоїті | Лі Чже Клеман Ре                    | 6–3, 6–4                |
| Перемога  | 14–14 | Чер 2009 | Японія F4, Каруїдзава           | Ф'ючерс    | Ґрунт    | Кондо Хірокі   | Івамі Тасуку Хіроясу Сато           | 7–6(7–5), 6–2           |
| Поразка   | 14–15 | Лип 2009 | Korea F5, Gyeongsan             | Ф'ючерс    | Тверде   | Мотомура Гоїті | Чжень Ді Ян Цзунхуа                 | 6–7(4–7), 4–6           |
| Поразка   | 14–16 | Лип 2009 | Korea F6, Gyeongsan             | Ф'ючерс    | Тверде   | Чжень Ді       | Лі Сіньхань Ян Цзунхуа              | 6–7(4–7), 7–5, [8–10]   |
| Поразка   | 14–17 | Сер 2009 | Таїланд F1, Nonthaburi          | Ф'ючерс    | Тверде   | Мотомура Гоїті | Милош Раонич Ніколаус Мозер         | 6–0, 6–7(2–7), [3–10]   |

## Часовий графік результатів
| W | Ф | ПФ | ЧФ | #Р | КТ | К# | DNQ | A | NH |

### Одиночний розряд
| Турніри Великого шлему                 |     |     |     |     |     |     |     |     |     |     |     |     |       |     |   |
| Відкритий чемпіонат Австралії з тенісу | К2р | К1р |     |     | К1р |     |     |     |     |     | К1р | К2р | 0 / 0 | 0–0 | – |
| Відкритий чемпіонат Франції з тенісу   |     |     |     |     | К1р |     |     | К1р |     |     |     |     | 0 / 0 | 0–0 | – |
| Вімблдонський турнір                   |     |     | К3р | К2р | К1р |     |     | К2р |     |     |     | К2р | 0 / 0 | 0–0 | – |
| Відкритий чемпіонат США з тенісу       | К1р | К1р |     | К2р |     |     |     | К1р |     |     |     |     | 0 / 0 | 0–0 | – |
| В-П                                    | 0–0 | 0–0 | 0–0 | 0–0 | 0–0 | 0–0 | 0–0 | 0–0 | 0–0 | 0–0 | 0–0 | 0–0 | 0 / 0 | 0–0 | – |